# Indigofera demissa
Indigofera demissa är en ärtväxtart som beskrevs av Paul Hermann Wilhelm Taubert. Indigofera demissa ingår i släktet indigosläktet, och familjen ärtväxter. Inga underarter finns listade i Catalogue of Life.